# 答祿與權
答祿與權，字道夫，蒙古人。元朝进士，明朝初期政治人物。
其早年在元朝任河南北道廉訪司僉事。明朝初期，在河南永寧居住。洪武六年，担任御史。七年，担任廣西按察僉事，后为御史。后上书请祭祀三皇，并建帝王廟。后任翰林修撰。洪武十一年因年迈辞官。